# نورمان سيلا
نورمان سيلا (بالفرنسية: Norman Sylla)‏ هو لاعب كرة قدم فرنسي في مركز الهجوم، ولد في 27 سبتمبر 1982 في باريس في فرنسا. شارك مع منتخب غينيا لكرة القدم. أما مع النوادي، فقد لعب مع أكسفورد يونايتد ودينيزلي سبور ونادي بارنت ونادي تاموورث.

## وصلات خارجية
- نورمان سيلا على موقع اتحاد تركيا (لاعب) (الإنجليزية)
- نورمان سيلا على موقع قاعدة بيانات كرة القدم.إي يو (الإنجليزية)
- نورمان سيلا على موقع ناشيونال فوتبول تيمز (الإنجليزية)
- نورمان سيلا على موقع Soccerbase.com (لاعب) (الإنجليزية)
- نورمان سيلا على موقع Soccerway.com (الإنجليزية)